# Drugi rząd Mikuláša Dzurindy

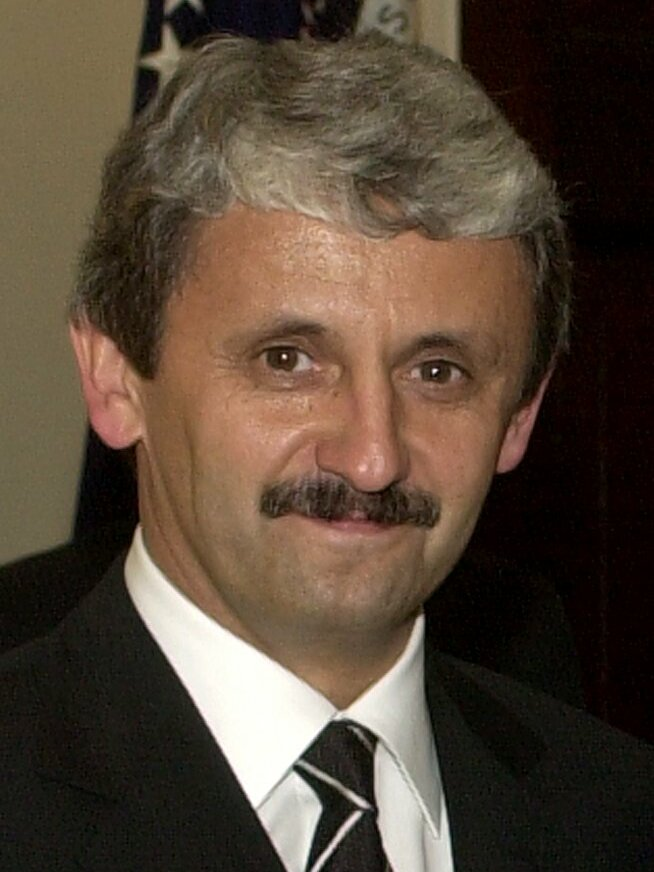
Premier Mikuláš Dzurinda

Drugi rząd Mikuláša Dzurindy – wielopartyjny gabinet rządzący Słowacją od 16 października 2002 do 4 lipca 2006.
Rząd powstał po wyborach parlamentarnych z 20 i 21 września 2002, w których większość uzyskały partie centroprawicy: Słowacka Unia Chrześcijańska i Demokratyczna (SDKÚ), Ruch Chrześcijańsko-Demokratyczny (KDH), Partia Węgierskiej Koalicji (SMK) i Sojusz Nowego Obywatela (ANO). Ugrupowania te utworzyły koalicję rządzącą dysponującą 78 miejscami w Radzie Narodowej. Sojusz czterech ugrupowań dotrwał do 6 lutego 2006, gdy w wyniku sporów o tzw. klauzulę sumienia z koalicji odszedł Ruch Chrześcijańsko-Demokratyczny. Od lutego do lipca 2006 rząd był zatem gabinetem mniejszościowym (wcześniej, w związku z rozłamami w partiach koalicji, pozostawał nim już de facto). 17 czerwca 2006 odbyły się na Słowacji przedterminowe wybory parlamentarne, w wyniku których odtworzenie koalicji centroprawicowej okazało się niemożliwe, a władzę przejęła koalicja SMER-u, ĽS-HZDS i SNS.

## Skład rządu
| Ministerstwo                                                         | Minister          | Partia | Od                   | Do                   |
| -------------------------------------------------------------------- | ----------------- | ------ | -------------------- | -------------------- |
| Premier                                                              | Mikuláš Dzurinda  | SDKÚ   | 16 października 2002 | 4 lipca 2006         |
| Wicepremier ds. stosunków europejskich, praw człowieka i mniejszości | Pál Csáky         | SMK    | 16 października 2002 | 4 lipca 2006         |
| Wicepremier                                                          | Ivan Mikloš       | SDKÚ   | 16 października 2002 | 4 lipca 2006         |
| Wicepremier                                                          | Daniel Lipšic     | KDH    | 16 października 2002 | 8 lutego 2006        |
|                                                                      | Lucia Žitňanská   | SDKÚ   | 8 lutego 2006        | 4 lipca 2006         |
|                                                                      | Robert Nemcsics   | ANO    | 16 października 2002 | 9 września 2003      |
|                                                                      | Pavol Rusko       | ANO    | 23 września 2003     | 24 sierpnia 2005     |
|                                                                      | Jirko Malchárek   | bezp.  | 4 października 2005  | 4 lipca 2006         |
| Minister gospodarki                                                  | Robert Nemcsics   | ANO    | 16 października 2002 | 9 września 2003      |
|                                                                      | Pavol Rusko       | ANO    | 23 września 2003     | 24 sierpnia 2005     |
|                                                                      | Jirko Malchárek   | bezp.  | 4 października 2005  | 4 lipca 2006         |
| Minister finansów                                                    | Ivan Mikloš       | SDKÚ   | 16 października 2002 | 4 lipca 2006         |
| Minister transportu, telekomunikacji i poczty                        | Pavol Prokopovič  | SDKÚ   | 16 października 2002 | 4 lipca 2006         |
| Minister gospodarki gruntami                                         | Zsolt Simon       | SMK    | 16 października 2002 | 4 lipca 2006         |
| Minister budownictwa i rozwoju regionalnego                          | László Gyurovszky | SMK    | 16 października 2002 | 4 lipca 2006         |
| Minister spraw wewnętrznych                                          | Vladimír Palko    | KDH    | 16 października 2002 | 8 lutego 2006        |
|                                                                      | Martin Pado       | SDKÚ   | 8 lutego 2006        | 4 lipca 2006         |
| Minister obrony                                                      | Ivan Šimko        | SDKÚ   | 16 października 2002 | 24 września 2003     |
|                                                                      | Juraj Liška       | SDKÚ   | 10 października 2003 | 1 lutego 2006        |
|                                                                      | Martin Fedor      | SDKÚ   | 1 lutego 2006        | 4 lipca 2006         |
| Minister sprawiedliwości                                             | Daniel Lipšic     | KDH    | 16 października 2002 | 8 lutego 2006        |
|                                                                      | Lucia Žitňanská   | SDKÚ   | 8 lutego 2006        | 4 lipca 2006         |
| Minister spraw zagranicznych                                         | Eduard Kukan      | SDKÚ   | 16 października 2002 | 4 lipca 2006         |
| Minister pracy, spraw społecznych i rodziny                          | Ľudovít Kaník     | SDKÚ   | 16 października 2002 | 17 października 2005 |
|                                                                      | Iveta Radičová    | SDKÚ   | 17 października 2005 | 4 lipca 2006         |
| Minister środowiska                                                  | László Miklós     | SMK    | 16 października 2002 | 4 lipca 2006         |
| Minister oświaty                                                     | Martin Fronc      | KDH    | 16 października 2002 | 8 lutego 2006        |
|                                                                      | László Szigeti    | SMK    | 8 lutego 2006        | 4 lipca 2006         |
| Minister kultury                                                     | Rudolf Chmel      | ANO    | 16 października 2002 | 24 maja 2005         |
|                                                                      | František Tóth    | ANO    | 25 maja 2005         | 5 kwietnia 2006      |
|                                                                      | Rudolf Chmel      | ANO    | 5 kwietnia 2006      | 4 lipca 2006         |
| Minister zdrowia                                                     | Rudolf Zajac      | ANO    | 16 października 2002 | 4 lipca 2006         |